# Сидарис, Энди
Э́ндрю У. «Э́нди» Сида́рис (англ. Andrew W. «Andy» Sidaris; 20 февраля 1931, Чикаго, Иллинойс, США — 7 марта 2007, Беверли-Хиллз, Калифорния, США) — американский режиссёр кино и телевидения, кинопродюсер, актёр и сценарист. Наиболее известен по киноколлекции «Bullets, Bombs and Babes» — серии фильмов категории B, созданных им в период 1985—1998 годов, включая «Малибу-экспресс» (1985) и «Заваруха на Гавайях» (1987). Как режиссёр является пионером спортивных телепередач. Освещал сотни футбольных и баскетбольных игр, Олимпийские соревнования, а также специальные программы, за что стал обладателем семи наград «Эмми». Самым известным спортивным шоу Сидариса является программа-антология «Wide World of Sports», которая транслировалась на телеканале ABC. Он был первым режиссёром этого шоу, и продолжал работать на этом посту на протяжении 25 лет.

## Биография
Родился 20 февраля 1931 года в Чикаго (Иллинойс, США) в семье греческих иммигрантов. Вырос в Шривпорте (Луизиана), где окончил среднюю школу.
Посещал Южный методистский университет в Далласе (Техас) (окончил в 1955 году со степенью бакалавра искусств), где его семья принимала активное участие в сфере спорта. Брат Эндрю, Крис У. Сидарис (1927—2000), являлся директором Департамента парков и зон отдыха Шривпорта.
В 1969 году стал обладателем премии «Эмми» за съёмки Летних Олимпийских Игр 1968 года.
В 1970-х годах снимал эпизоды сериалов «Gemini Man», «Коджак», «Братья Харди и Нэнси Дрю», а также транслировавшуюся в прямом эфире на канале ABC спортивную передачу «Monday Night Football», освещавшую игры Национальной футбольной лиги.
Вместе со своей женой Арлин Т. Сидарис (род. 1942) создал 12 фильмов. С момента смерти супруга она ведёт официальный веб-сайт, посвящённый его творчеству.
Умер 7 марта 2007 года в Беверли-Хиллзе от рака горла на 76-м году жизни.

## Личная жизнь
Был дважды женат. В браке с первой супругой Энн Сидарис-Ривз (1956—1966) имел двоих детей. Второй женой была Арлин Сидарис.
Имел сына Кристиана Дрю Сидариса, а также дочерей Алексу Сидарис (Гарнер) и Стейси Авелу.

## Фильмография

### Режиссёр, продюсер и сценарист
- 1961 — Wide World of Sports — режиссёр.
- 1961—1964 — The Magic Land of Allakazam — режиссёр.
- 1968 — XIX летние Олимпийские игры — режиссёр.
- 1969 — The Racing Scene — режиссёр.
- 1970 — Monday Night Football — режиссёр.
- 1970 — Muhammad Ali vs. Oscar Bonavena — режиссёр.
- 1973 — Stacey — режиссёр, продюсер, сценарист[3].
- 1975 — Коджак — режиссёр.
- 1976 — Gemini Man — режиссёр.
- 1976 — Getting Ready — продюсер.
- 1977 — The Hardy Boys/Nancy Drew Mysteries — режиссёр.
- 1979 — Семь — режиссёр, продюсер, сценарист[3].
- 1985 — Малибу-экспресс — режиссёр, продюсер, сценарист.
- 1987 — Hard Ticket to Hawaii — режиссёр, сценарист.
- 1988 — Спинорог Пикассо — режиссёр, сценарист.
- 1989 — Savage Beach — режиссёр, продюсер, сценарист.
- 1990 — Guns — режиссёр, сценарист.
- 1991 — Победить или умереть — режиссёр, сценарист.
- 1992 — Hard Hunted — режиссёр, продюсер, сценарист.
- 1993 — Fit to Kill — режиссёр, сценарист.
- 1993—1995 — Joe Bob’s Drive-In Theater — режиссёр.
- 1993 — Золото врага — исполнительный продюсер.
- 1994 — The Dallas Connection — исполнительный продюсер.
- 1996 — Day of the Warrior — режиссёр, сценарист.
- 1998 — Возвращение на дикий пляж — режиссёр, сценарист[5].

### Актёр
- 1976 — Two-Minute Warning — телережиссёр.
- 1985 — Малибу-экспресс — водитель трейлера (в титрах не значится).
- 1987 — Hard Ticket to Hawaii — Уайти (в титрах не значится).
- 1988 — Спинорог Пикассо — Уайти (в титрах не значится).
- 1989 — Savage Beach — радиооператор (в титрах не значится).
- 1991 — Победить или умереть — владелец ресторана (в титрах не значится).
- 1994 — The Dallas Connection — судебный эксперт (в титрах не значится).
- 2000 — The Bare Wench Project — Дик Бигдикян.
- 2001 — The Bare Wench Project 2: Scared Topless — Дик Бигдикян.
- 2002 — The Bare Wench Project 3: Nymphs of Mystery Mountain — Дик Бигдикян.